# Tokyo Metropolitan Art Space

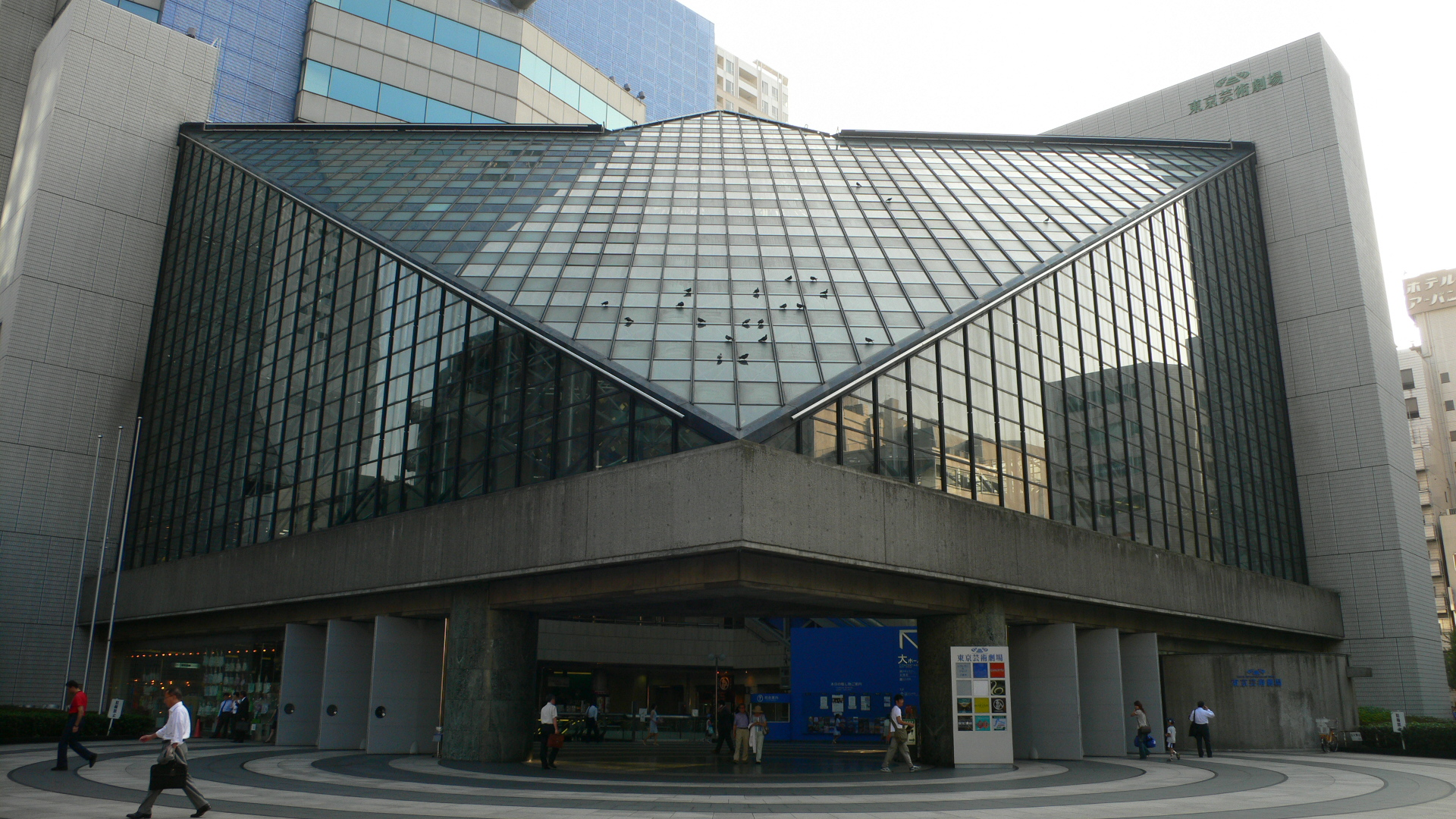
Le Tokyo Metropolitan Art Space

Le Tokyo Metropolitan Art Space (東京芸術劇場, Tōkyō Geijutsu Gekijō) est un centre consacré au spectacle vivant, situé dans le quartier d'Ikebukuro, dans l'arrondissement de Toshima à Tokyo, au Japon. Ouvert en 1990, il est exploité par la Tokyo Metropolitan Foundation for History and Culture. Ce complexe compte une salle de concert de 1999 places et un théâtre de 841 places, ainsi qu'un certain nombre de petits espaces. Yoshinobu Ashihara en est l'architecte, et l'environnement acoustique est dû à la Nagata Acoustics.
L'orgue de la grande salle, construit par le facteur français Marc Garnier (de) et inauguré en 1991, est composé de trois instruments indépendants et d'esthétiques contrastées (Renaissance hollandais, baroque allemand et français moderne) pour un total de 126 jeux et plus de 9000 tuyaux. Cet orgue a également la particularité unique de présenter deux façades et de pouvoir tourner.

## Source de la traduction
- (en) Cet article est partiellement ou en totalité issu de l’article de Wikipédia en anglais intitulé « Tokyo Metropolitan Art Space » (voir la liste des auteurs).